# 島根県道198号小田停車場線
島根県道198号小田停車場線（しまねけんどう198ごう おだていしゃじょうせん）は、島根県出雲市を通る一般県道である。

## 概要
JR西日本山陰本線 小田駅前から国道9号交点に至る。

### 路線データ
- 起点：出雲市多伎町多岐（JR西日本山陰本線 小田駅前、島根県道280号佐田小田停車場線終点）
- 終点：出雲市多伎町多岐（小田駅前交差点、国道9号交点）

## 歴史
- 1966年（昭和41年）3月29日 - 島根県告示第423号により認定される。
- 1969年（昭和44年）11月3日 - 簸川郡多伎村が町制施行して簸川郡多伎町になったことにより起終点の地名が簸川郡多伎村多岐から簸川郡多伎町多岐に変更される。
- 1972年（昭和47年）頃 - 現行の県道番号に変更される。
- 2005年（平成17年）3月22日 - 簸川郡多伎町が出雲市の一部になったことにより起終点の地名が簸川郡多伎町多岐から出雲市多伎町多岐に変更される。

## 地理

### 通過する自治体
- 島根県
  - 出雲市

### 交差する道路
| 交差する道路                  | 交差する場所 | 交差する場所          |
| ----------------------------- | ------------ | --------------------- |
| 島根県道280号佐田小田停車場線 | 多伎町多岐   | 起点                  |
| 国道9号                       | 多伎町多岐   | 小田駅前交差点 / 終点 |

### 沿線
- JR西日本山陰本線 小田駅
- 出雲市立多伎中学校
- 出雲市立多伎中学校
- 出雲市役所 多伎支所